# Imisław Wroński
Imisław Wroński herbu Kościesza (zm. 4 lipca 1365) – biskup płocki w latach 1363-1365, kanonik katedralny, prepozyt kolegiaty św. Michała w Płocku, kanclerz Bolesława III, księcia płockiego.

## Biografia
Był duchownym związanym z księciem płockim Bolesławem III, u którego pełnił funkcję kanclerza. Po śmierci księcia w 1351 związał się z dworem króla Polski Kazimierza III Wielkiego. Za jego wiedzą i zgodą został na jesieni 1357 wybrany przez kapitułę katedralną na następcę zmarłego Klemensa Pierzchały, a następnie zatwierdzony przez arcybiskupa gnieźnieńskiego Jarosława z Bogorii i Skotnik. Niemniej z powodu mianowania w październiku 1357 na urząd biskupi przez papieża Innocentego VI swojego spowiednika, dominikanina Bernarda, nie otrzymał tej godności. Dopiero w wyniku odwołania Bernarda ze stanowiska (po interwencji Kazimierza Wielkiego) jeszcze przed śmiercią Innocentego VI 12 września 1362, rozpoczęły się 13 października 1363 rozmowy Imisława z arcybiskupem praskim Arnosztem z Pardubic na temat należności finansowych dla Stolicy Apostolskiej z tytułu obsady biskupstwa. Po kilku tygodniach papież Urban V udzielił Imisławowi prowizji na biskupstwo płockie. Przez czas, kiedy biskupem był Bernard, Imisław pełnił funkcje biskupie w diecezji płockiej.